# Prédio Força e Luz

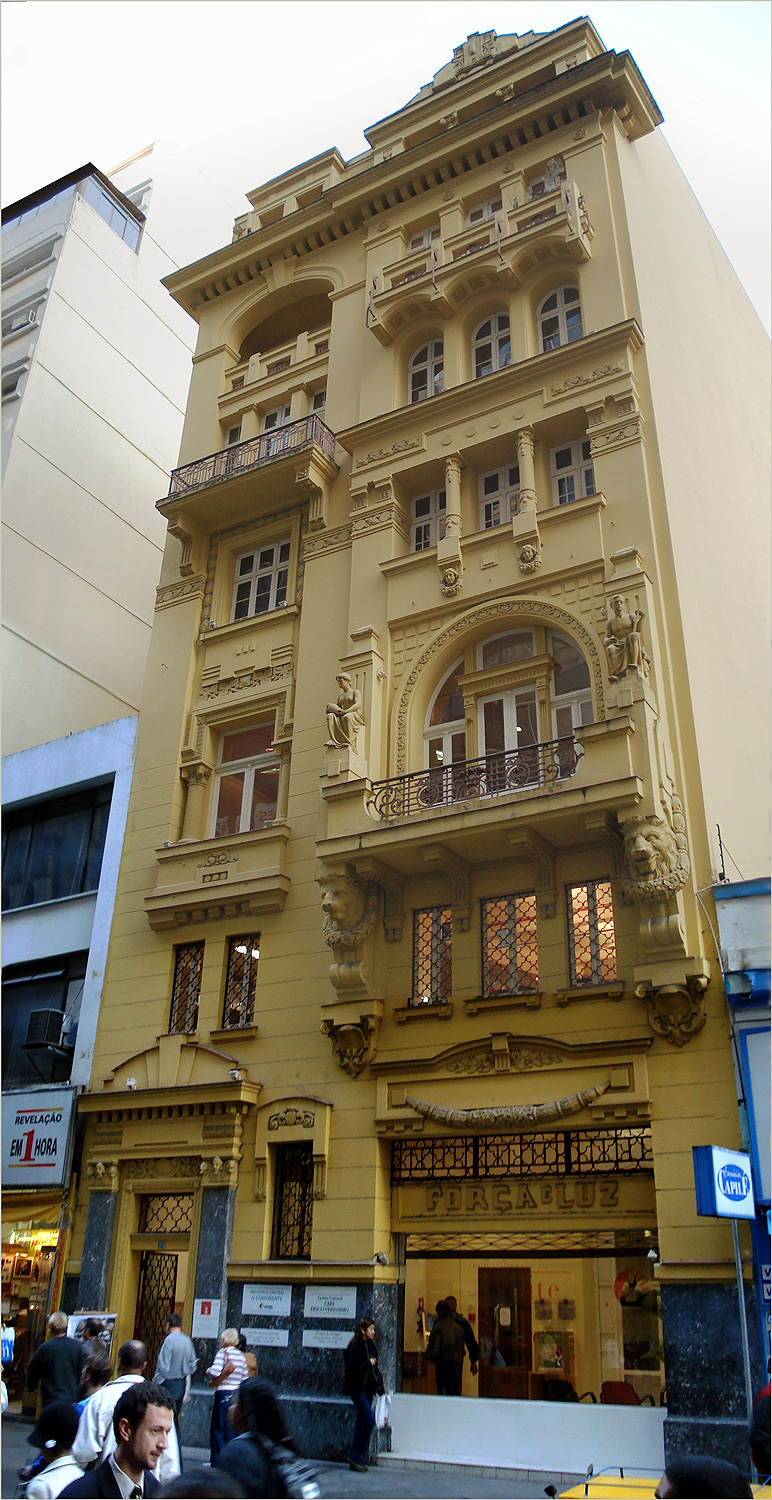
Fachada do Prédio Força e Luz, que a abriga o Espaço Força e Luz, antigo Centro Cultural CEEE Erico Verissimo

O Edifício Força e Luz é uma construção localizada na cidade brasileira de Porto Alegre e que erguida foi entre os anos de 1926 e 1928 pelo engenheiro Adolfo Stern, na rua dos Andradas (conhecida como Rua da Praia), centro de Porto Alegre. O prédio tem estilo eclético, mas com influência francesa do início do século XX, tendo sido tombado em 1994 pelo Instituto do Patrimônio Histórico e Artístico do estado do Rio Grande do Sul. O prédio abriga hoje o Museu da Eletricidade do Rio Grande do Sul e o Memorial Erico Verissimo, gestionados pela Fundação Força e Luz, nova administradora do antigo Centro Cultural CEEE Erico Verissimo.

## História
Concluído em 1928, o prédio possui características ecléticas, com uma fachada principal profusamente ornamentada, apresentando detalhes decorativos, esculturas, arcos, colunas e sacadas. Nele funcionava a Companhia Energia Elétrica Riograndense, mais tarde CEEE (Companhia Estadual de Energia Elétrica). A construção foi iniciada em 1926, sob a responsabilidade do Eng. Adolfo Stern. Objetivava a ampliação das dependências do famoso Clube dos Caçadores, ponto de encontro obrigatório de políticos e intelectuais, que tinha entrada pela R. Andrade Neves.
Em 1929 foi alugado para a empresa norte-americana Foreign Light and Power, que explorava a produção e distribuição de energia elétrica. Em 1959 houve a encampação da companhia americana. Em torno do ano de 1964 o prédio, que era do Jockey Club do Rio Grande do Sul, foi desapropriado para tornar-se propriedade da Companhia Estadual de Energia Elétrica. Foi tombado pelo Estado em 1984. Nesta época abrigava o MERGS – Museu da Eletricidade do Rio Grande do Sul, bem como uma loja comercial da CEEE no pavimento térreo.
Em 2002 o prédio foi restaurado e adaptado para seu novo uso como centro cultural, conservando as características originais que o caracterizam. O Centro Cultural CEEE Erico Verissimo é o resultado de um esforço conjunto entre a CEEE (Companhia Estadual de Energia Elétrica), a ALEV, Associação Cultural Acervo Literário de Erico Verissimo e a PUCRS, Pontifícia Universidade Católica do Rio Grande do Sul. No local, além do acervo de Erico Verissimo, o público tem acesso às obras de outros autores. O Museu da Eletricidade do Rio Grande do Sul, órgão cultural da CEEE, também possui espaço nobre no Centro Cultural.